# Brama Śmierci
Brama Śmierci (ang. The Death Gate Cycle) – siedmioczęściowy cykl powieści fantasy autorstwa Margaret Weis i Tracy'ego Hickmana. W Polsce ukazały się tylko cztery części w tłumaczeniu Agaty Wierzbickiej, nakładem wydawnictwa GEA. Na podstawie cyklu powstała gra Death Gate.

## Fabuła
Aby obronić świat przed swoimi wrogami, Patrynami, potężni Sartanie rozbili go na cztery światy żywiołów i umieścili w nich rasy menszowskie – ludzi, elfy i krasnoludy, a także smoki, zaś patrynów uwięzili w Labiryncie. Patryn Haplo bada dla Pana Nexusa, który jako pierwszy opuścił Labirynt, cztery światy, które mają zostać opanowane przez patrynów.

## Książki w serii
| Numer w serii | Polski tytuł               | Oryginalny tytuł   | Oryginalny nr ISBN     | Polski nr ISBN     | Data oryginalnego wydania | Data polskiego wydania | Długość   |
| ------------- | -------------------------- | ------------------ | ---------------------- | ------------------ | ------------------------- | ---------------------- | --------- |
| 1             | Arianus – Kraina Powietrza | Dragon Wing        | ISBN 978-0-553-28639-7 | ISBN 83-901202-7-5 | 1990                      | 1996                   | 430 stron |
| 2             | Pryan – Kraina Ognia       | Elven Star         | ISBN 978-0-553-29098-1 | ISBN 83-901202-6-7 | 1990                      | 1997                   | 367 stron |
| 3             | Abarrach – Kraina Kamienia | Fire Sea           | ISBN 978-0-553-29541-2 | ISBN 83-901202-8-3 | 1991                      | 1997                   | 414 stron |
| 4             | Chelestra – Kraina Wody    | Serpent Mage       | ISBN 978-0-553-56140-1 | ISBN 83-907762-0-0 | 1992                      | 1997                   | 414 stron |
| 5             | brak                       | The Hand of Chaos  | ISBN 978-0-553-56369-6 | brak               | 1993                      | brak                   | 446 stron |
| 6             | brak                       | Into the Labyrinth | ISBN 978-0-553-56771-7 | brak               | 1993                      | brak                   | 441 stron |
| 7             | brak                       | The Seventh Gate   | ISBN 978-0-553-56140-1 | brak               | 1995                      | brak                   | 37 stron  |